# 242 (число)
242 (Дві́сті со́рок два) — натуральне число між 241 та 243.
- 242 день в році — 30 серпня (у високосний рік 29 серпня).

## В інших галузях
- 242 рік, 242 до н. е.
- В Юнікоді 00F216 — код для символу «o» (Latin Small Letter O With Grave).